# Allons tuer Hitler
Allons tuer Hitler (Let's Kill Hitler) est le huitième épisode de la sixième saison de la deuxième série de la série télévisée britannique de science-fiction Doctor Who, diffusé sur BBC One le 27 août 2011. Il s'agit du premier épisode de la seconde demi-saison 2011 de la série.

## Accroche
Dans sa recherche désespérée de Melody Pond, le TARDIS se pose en catastrophe dans le Berlin de 1938, mettant le Docteur face à face avec le criminel de guerre le plus cruel de l'Univers et Hitler. Le Docteur doit enseigner à ses adversaires que le voyage dans le temps comporte des responsabilités – et ce faisant, il apprend une dure leçon dans la plus cruelle des guerres.

## Distribution
- Matt Smith : Onzième Docteur
- Karen Gillan : Amy Pond
- Arthur Darvill : Rory Williams
- Alex Kingston : River Song
- Albert Welling : Adolf Hitler
- Nina Toussaint-White : Mels
- Caitlin Blackwood : Amelia Pond
- Maya Glace-Green : Mels enfant
- Ezekiel Wigglesworth : Rory enfant
- Philip Rham : Zimmerman
- Richard Dillane : Capitaine Carter
- Amy Cudden : Anita
- Davood Ghadami : Jim
- Ella Kenion : Harriet
- Mark Killeen : Officier allemand
- Paul Bentley : Professeur Candy
- Eva Alexander : Infirmière
- Tor Clark : Institutrice

## Résumé
Revenus à leur propre époque, Rory et Amy créent un crop circle (cercle de culture) avec le mot Doctor afin d'attirer l'attention du Docteur. Il arrive, de même que Mels, une amie d'enfance d'Amy et de Rory qui les a aidé à devenir un couple et du nom de laquelle Amy a baptisé son bébé Melody (A Good Man Goes to War). Poursuivie par la police, Mels fait entrer le Docteur, Rory et Amy dans le TARDIS sous la menace d'une arme et finit par tirer dans la console de contrôle. En conséquence, le TARDIS se remplit de fumée toxique et s'écrase dans le cabinet de travail d'Adolf Hitler à Berlin en 1938.
Pendant ce temps, en 1938, un robot humanoïde capable de changer d'apparence et contenant un équipage d'humains miniaturisés a pris la forme d'un officier de la Wehrmacht et a attaqué Hitler. S'enfuyant du TARDIS pour échapper à la fumée, le Docteur et ses compagnons ont par inadvertance empêché le robot de tuer Hitler, mais quand Hitler tire sur le robot pour se défendre, il vise mal et blesse mortellement Mels. Mels révèle qu'elle est en fait la fille d'Amy et de Rory, Melody Pond, et se régénère sous la forme de River Song. Ayant été entraînée par ceux qui l'ont enlevée depuis son enfance et les événements de A Good Man Goes to War à tuer le Docteur, River Song l'empoisonne mortellement d'un baiser avec un extrait d'arbre de Judas, empêchant également sa régénération. Elle saute alors par une fenêtre, Amy et Rory lancés à sa poursuite. L'équipage du robot est très intrigué, car ils ont dans leurs archive la mort du Docteur dans l'Utah le 22 avril 2011 en tant que "point fixe du temps" (ainsi que montré dans The Impossible Astronaut), mais décide de poursuivre également Melody/River car elle est un assassin de toute façon.
River se rend à l'hôtel Adlon et force les dîneurs du restaurant à se déshabiller sous la menace de son arme pour lui fournir un nouvel ensemble de vêtements. Amy et Rory arrivent aussi au restaurant, suivis par le robot, qui les miniaturise et les embarque à bord, prenant l'apparence d'Amy. Là son équipage les sauve des « anticorps » du vaisseau (des robots à lévitation qui tuent les passagers non autorisés à bord du robot) et révèle que le robot est le Véhicule de Justice 6019, un vaisseau connu sous le nom de Teselecta qui a été envoyé à travers le temps pour punir les criminels du passé.
Pendant ce temps le Docteur a rampé dans le TARDIS et activé un hologramme d'interface vocale de la jeune Amelia Pond, ce qui lui donne la force de revêtir son costume des années 1930 et d'arriver au café pour se confronter au Teselecta et à River, où le capitaine du Teselecta leur révèle que le Silence a éduqué Melody pour tuer le Docteur. Le Teselecta commence par punir River, mais Amy retourne les anticorps du Teselecta contre son propre équipage. L'équipage coupe l'énergie du vaisseau et cela met fin à la punition de River. Ils se téléportent ensuite vers leur vaisseau mère, laissant Amy et Rory coincés à bord.
Les tentatives répétées du Docteur de sauver Rory et Amy convainquent finalement River de piloter le TARDIS, qui se matérialise à bord du Teselecta autour de Rory et d'Amy, les sauvant des anticorps. River déclare "Il semble que je puisse le piloter", affirmant que le TARDIS lui a montré comment faire. River retourne au restaurant de l'hôtel Adlon, y trouvant un Doctor mourant qui lui souffle un dernier message à l'oreille. River demande ensuite à Amy qui est River Song. Amy ordonne au Teselecta de prendre l'apparence de River Song pour montrer que Melody est en fait River Song. River utilise alors ce qui lui reste d'énergie de régénération, de même que les régénérations qui lui restent, pour ramener le Docteur à la vie. Nous voyons ensuite River récupérant dans un hôpital. Avant que le Docteur, Amy et Rory ne partent, le Docteur laisse un nouveau journal, en forme de TARDIS, et aux pages blanches. Les trois repartent à bord du TARDIS. Le Docteur y consulte l'écran de contrôle du TARDIS pour y lire les informations sur sa mort en 2011 collectées auprès du Teselecta, mais il les cache à Rory et Amy. En l'an 5123, River s'engage dans un cours d'archéologie à l'Université Lunaire sur la Lune de la Terre dans une tentative pour retrouver le Docteur.

## Continuité
- Lorsque le Docteur agonisant demande au TARDIS une interface vocale, celui-ci affiche d'abord l'une après l'autre des images des trois anciennes compagnes du Dixième Docteur : Rose Tyler, Martha Jones et Donna Noble. Le Docteur dit avoir honte de ce qu'il a fait subir à chacune d'entre elles.
- Lorsque Mels demande pour la première fois qui est River Song, le Docteur lui répond "Spoilers !" ("C'est pas l'heure !" en VF) qui est la phrase favorite de la River Song du futur qui s'en sert à chaque fois que le Docteur lui pose une question sur son futur personnel.
- Les deux identités de River Song sont des paradoxes de type boucle causale : Amy a appelé sa fille Melody en référence à Mels qui elle-même se prénommait de cette manière, et River Song a adopté ce nom parce qu'Amy et le Docteur la connaissaient déjà sous cette identité.
- C'est dans cet épisode qu'est expliqué enfin la nature du "Silence" et l'Académie de la Question : il s'agit d'un ordre religieux ou un mouvement dont la conviction est que le silence s'abattra au moment où sera posé « la toute première question de l'univers ».
- L'identité de la fillette portant un costume d'astronaute dans l'épisode L'Impossible Astronaute, première partie est finalement révélée. On comprend ainsi pourquoi River Song était la seule personne présente dans le bâtiment abandonné qui n'a pu voir cette petite fille.
- Le Docteur reprend lui-même la catchphrase ayant donné le nom à la série : « Did you say she killed the Doctor ? The Doctor... Doctor who ? » (en VF : « Tu as dit qu'elle a tué le Docteur ? Le Docteur... Quel Docteur ? »).
- Un passage où le Teselecta, déguisé en officier allemand poursuit Rory et Amy à moto à travers Berlin a été supprimé de cet épisode pour une raison de budget. Elle a néanmoins été incluse sous forme de dessin-animé lors d'une publicité sponsorisée par BBC America et la compagnie AT&T[1].
- Juste après sa régénération, River Song fait une référence au film Le Lauréat en appelant le Docteur "Benjamin", héros du film, et en imitant la posture caractéristique de son amante Madame Robinson. Ce jeu de rôle référent au film a déjà été vu dans L'Impossible Astronaute, première partie où le docteur appelle River Song "Madame Robinson".

## Réception
En France, l'épisode diffusé le 27 octobre 2012 à 20 h 35 sur France 4 a été suivi par 325 000 téléspectateurs soit 1,4 % de parts de marché.

## Liens
- (en) Allons tuer Hitler sur l’Internet Movie Database
- "A Good man goes to War" ‘‘Rory, take Hitler and put him in that cupboard over there’’ - Le Docteur critique de l'épisode sur Le Village